# 8277 Machu-Picchu
8277 Machu-Picchu eller 1991 GV8 är en asteroid i huvudbältet som upptäcktes den 8 april 1991 av den belgiske astronomen Eric W. Elst vid La Silla-observatoriet. Den är uppkallad efter inka staden Machu Picchu.
Asteroiden har en diameter på ungefär 7 kilometer.